# رونتس
رونِتس (انگلیسی: The Ronettes) یک گروه موسیقی دخترانه بود که سال ۱۹۵۹ در نیویورک شکل گرفت و در سبک‌های آراندبی، پاپ و راک اند رول فعالیت داشت. اعضای گروه عبارت بودند از ورونیکا بنت (که بعدها به نام رانی اسپکتور مشهور شد)، استل بنت و ندرا تالی.
رونتس با داشتن ۹ ترانه در ۱۰۰ آهنگ داغ بیلبورد از محبوب‌ترین گروه‌های دهه ۱۹۶۰ به‌شمار می‌رود. ترانهٔ «پیاده‌روی در باران» (Walking in the Rain) از آن‌ها سال ۱۹۶۵ جایزه گرمی گرفت و ترانهٔ دیگرشان، «دلبرم باش» (Be My Baby)، سال ۱۹۹۹ جایزه تالار مشاهیر گرمی را از آنِ خود کرد. نام گروه نیز در سال ۲۰۰۷ به تالار مشاهیر گرمی راه یافت.